# Csikóéveink
A Csikóéveink (eredeti címén En nos vertes années) Robert Merle Francia história című regényfolyamának második kötete, mely 1979-ben jelent meg.
Ez a kötet tovább folytatja az első részben megismert Pierre de Siorac történetét, 1566-1567 között, amelynek során megkezdi tanulmányait a montpellier-i Egyetemen.

## Történet
|  | Alább a cselekmény részletei következnek! |

1566-ban járunk. A katolikusok és a hugenották közötti feszültség egyre erősebb. Pierre, féltestvére, Samson, valamint Miroul elindulnak Montpellier városába Sarlatból, Cahors, Montauban, Toulouse, Carcassonne és Béziers érintésével, hogy Pierre orvosnak tanulhasson. Tanítómesterei közt van Guillaume Rondelet, Jacques Salomon d'Assas, és Antoine de Saporta, az iskola új vezetője, aki itt-tartózkodása idejére fogadott apja is lesz. Megismeri a híres Guillaume de Joyeuse generálist, valamint fiát, III. Henrik későbbi kegyencét, Anne de Joyeuse-t. Tanulmányai során különféle galibákba keveredik, részt vesz például a farsangi nemesek fesztiválja idején szervezett narancsdobáláson, ahol a gúnyolódás céltáblája több bábu, melyek közül az egyik egy istentagadó papot, Cabassust ábrázolja. Pierre és társai az ő segédletével szereznek az iskola részére két holttestet a temetőből, majd nem sokkal később Cabassust máglyahalálra ítélik - Pierre egy puskalövéssel a távolból szabadítja meg kínjaitól, kihasználva a viharos időjárást. Mindezen ügyek miatt egyre gyanúsabb lesz, és hugenottasága miatt orgyilkosságot terveznek ellene egyes pápisták. Ezért végül kénytelen elhagyni Montpelier-t és Nîmes városába megy, ahol szemtanúja lesz a Szent Mihály-napi vérengzésnek, ahol hugenották ölnek katolikusokat. Végül eljut a város urához, és beleszeret annak lányába, Angelinába.
|  | Itt a vége a cselekmény részletezésének! |

## Magyarul
- Francia história; ford. Görög Lívia; Európa, Bp., 1984

## Fordítás
- Ez a szócikk részben vagy egészben  az   En nos vertes années című francia Wikipédia-szócikk ezen változatának fordításán alapul.  Az eredeti cikk szerkesztőit annak laptörténete sorolja fel. Ez a jelzés csupán a megfogalmazás eredetét és a szerzői jogokat jelzi, nem szolgál a cikkben szereplő információk forrásmegjelöléseként.